# Мохове (Калінінградська область)
Мохове́ (рос. (Мохово́е) — селище в Ковровському сільському поселенні Зеленоградського муніципального району Калінінградської області, розташоване менш ніж за 4 кілометри від Балтійського моря і міста Зеленоградська, у південно-західному куті Куршської затоки.
Ка́уп — місто на півночі Самбії, торгово-ремісничий центр древніх прусів. Близько Каупе, виявлені багаті скандинавські поховання. Поблизу Мохового знаходиться городище Кауп.
У селищі Мохове знаходиться інспекція Держтехнагляду по Зеленоградського району, Світлогірському муніципальному району, міським округах Янтарний і Піонерський Калінінградської області.

## Населення
| 2002 | 2010 |
| ---- | ---- |
| 312  | ↗326 |